# 龍渕寺 (岡山市)
龍渕寺（りゅうえんじ）は、岡山県岡山市北区建部町中田にある日蓮宗の寺院である。山号は白玉山という。旧本山は京都妙覚寺、奠師法縁(奠統会)。
旧建部町には定林寺、眞淨寺、妙福寺、妙泉寺、妙円寺、蓮光寺、孝徳寺、妙浄寺、成就寺等がある。

## 歴史
永正2年（1505年）、金川城主・松田元成の開基で大乗院日香（元成の弟とされる）を開山に旭川河畔に創建されたという。創建当時は広大な寺領を有していたというが法華法印陽翁（4世）が野山妙本寺へ移住するとしばらく無住であったという。元亀3年（1572年）の松田氏滅亡後、慶長3年（1598年）に火災に遭い焼失したが、宇垣郡佐波村の化城院日城（妙国寺8世、龍渕寺5世）により再建され、本堂、庫裡、塔中一院が建立された。その後、慶安2年（1649年）に現在地へ移転された。水害対策のためという。寛文6年（1666年）、岡山藩主池田光政の政策（寛文法難）により3末寺とともに廃寺とされたが、延宝9年（1681年）に京都妙覚寺の末寺として再建された。現在の本堂は昭和12年（1937年）に再建されたもの。

## 境内
- 本堂
- 鐘楼
- 三十番神堂
  - 他に常夜燈等がある。

## 歴代
- 大乗院日香

## その他
寺号は創建地近くにあった龍ヶ渕に因む、現在木の入道と名づけられた一角にあり龍渕寺旧跡として残る。